# Alfred Vauthier
Alfred Antoine Maurice Vauthier (Brussel, 17 januari 1835 - aldaar, 3 januari 1916) was een Belgisch advocaat, schepen van Brussel, hoogleraar aan de Université libre de Bruxelles en magistraat.

## Biografie
Alfred Vauthier was een zoon van Auguste Vauthier, ontvanger van de stad Brussel, en Eugénie Becquet. Hij trouwde in 1859 in Brussel met Marie-Isabelle Couteaux (1837-1921). Ze kregen vier zonen en een dochter.
- Maurice Vauthier (1860-1931), senator, minister en rector van de Université libre de Bruxelles,
- Gustave Vauthier (1861-1923), spoorwegingenieur in Belgisch-Congo en Brazilië,
- René Vauthier (1864-1921), advocaat,
- Émile Vauthier (1864-1946), schilder,
- Susane Vauthier (1877-1935), echtgenote van baron Armand de Callataÿ, generaal-majoor.

Hij promoveerde in 1856 tot doctor in de rechten aan de Université libre de Bruxelles. Hij werd een vooraanstaand advocaat aan de balie van Brussel en was onder meer advocaat bij het Hof van Cassatie.
In 1877 werd hij verkozen als gemeenteraadslid van Brussel. Van 1879 tot 1881 was hij er schepen. Hij zetelde als gemeenteraadslid tot 1882.
Aan de Université libre de Bruxelles bekleedde Vauthier van 1882 tot 1909 de leerstoel handelsrecht.
In 1889 werd hij lid van de Conseil supérieur du Congo, waarvan hij in 1903 vicevoorzitter werd.